# توماس بريتون
توماس بريتون إي هرنانديز (بالإسبانية: Tomás Bretón y Hernández) هو موسيقار وملحن إسباني ولد في يوم 29 ديسمبر 1850 في مدينة سلامنكا. بدأ يؤدي عروضه في عمر 16 في الكنائس والمسارح الصغيرة. انتقل بعد ذلك إلى مدريد وتلقى تعليمه هناك على يد إميليو أريتا برفقة روبيرتو كابي. أشهر أعماله هي لا دولوريس في سنة 1892 وعدل عذراء بالوما في سنة 1894. توفي في يوم 2 ديسمبر 1923.